# Park Stabłowicki
Park Stabłowicki – park położony we Wrocławiu, na osiedlu Stabłowice, w rejonie ulic Stabłowickiej i Głównej. Obecna nazwa parku obowiązuje na podstawie § 1 pkt 13 uchwały nr LXXI/454/93 Rady Miejskiej Wrocławia z dnia 9 października 1993 roku w sprawie nazw parków i terenów leśnych istniejących we Wrocławiu. Powierzchnia parku wynosi około 5,5 ha.
Park ten założony został jako park prywatny, po roku 1892, na terenie wokół wybudowanej w tym miejscu willi pałacowej. Po wschodniej stronie parku przepływa rzeka Bystrzyca. Projekt parku został oparty na typowej dla rozlewiska tej rzeki roślinności i krajobrazie, był utrzymany w stylu naturalistycznym, łączącym cechy prywatnego arboretum należącego do właściciela parku – botanika Karla Lauterbacha. Budynek mieszkalny usytuowany był w centrum parku. Przed nim znajdował się podjazd i gazon. Na osi północ–południe utworzono aleję prowadzącą do części gospodarczej i ogrodniczej. Późniejszym właścicielem parku był architekt Heinrich Lauterbach (1893–1973).
Obecnie nie istnieje ani budynek willi, ani ogrodzenie wraz z ozdobną bramą. W okresie powojennym, park ten, podobnie jak kilka innych parków przypałacowych, został zamieniony na park miejski, ogólnodostępny. W parku rośnie platan klonolistny (Platanus x acerifolia), nad rzeką wiąz szypułkowy (Ulmus laevis), a na obrzeżach parku rośnie dąb szypułkowy (Quercus robur), które ustanowione zostały pomnikami przyrody.